# Graceland Country Club
De Graceland Country Club is een countryclub in de Zuid-Afrikaanse stad Secunda. De club is opgericht in 1998 en heeft een 18-holes golfbaan met een par van 72.
Naast een golfbaan, heeft de club ook een paintballbaan, een casino en een kleine filmzaal.

## De baan
De golfbaan werd ontworpen door de golfbaanarchitect Gary Player. De fairways en de tees werden beplant met kikuyugras, een tropische grassoort, en de greens met struisgras.
Er is een waterhindernis op de baan. Het is een heel smal beekje dat de twee kleine vijvers verbindt en dwars door de golfbaan gaat.

## Golftoernooien
- Graceland Challenge: 2001